# Atractus zidoki
Atractus zidoki este o specie de șerpi din genul Atractus, familia Colubridae, descrisă de Jean-Pierre Gasc și Rodrigues 1979. Conform Catalogue of Life specia Atractus zidoki nu are subspecii cunoscute.